# Книготорговый бюллетень
Книготорговый бюллетень — российская газета о книжном деле, в прошлом — советское библиографическое издание. Сначала назывался «Бюллетень Госиздата», затем —«Бланк для заказов», с 1980 года носит текущее название. Издавался советским издательством «Книга». В 1999 году издание было прекращено, возобновлено с 2002 года в качестве вкладыша-приложения к «Книжной газете». 
В СССР в «Книготорговом бюллетене» объявлялось о предстоящих выпусках книг. У вышедших после такого объявления соответствующих книг факт объявления указывался в комплексном книготорговом индексе-шифре, где «Книготорговый бюллетень» обозначался аббревиатурой КБ с 1980 года, или БЗ — в период, когда издание называлось «Бланк для заказов».